# Intelligence sociale
Ne doit pas être confondu avec intelligence collective.
L’intelligence sociale ou interpersonnelle est une forme d’intelligence qui permet de comprendre autrui (ses pensées, ses sentiments) en situation d’interaction sociale. Elle peut être modélisée et est liée à l'estime de soi.

## Histoire
La première définition de l'intelligence sociale a été proposée par Edward Thorndike en 1920. Le psychologue et professeur d'université américain considérait que l'intelligence était multidimensionnelle et distinguait intelligences abstraite (les idées), mécanique (les objets) et sociale (les personnes). Thorndike a alors défini l'intelligence sociale comme « la capacité de comprendre les autres et d’agir d’une façon appropriée dans les relations interpersonnelles ».
L’intelligence sociale recouvre donc deux aspects distincts : la compréhension d’autrui et l’action vis-à-vis d’autrui. Elle est de ce fait équivalente à l'intelligence interpersonnelle, un des types d'intelligence mis en évidence par Howard Gardner, auteur de la Théorie des intelligences multiples.
L'étude de l'intelligence sociale a ensuite été reprise en France par René Zazzo.
Pour la psychologue française Jacqueline Nadel (2002), ce n’est qu’au milieu des années 1970 que l’on a vraiment commencé à s’intéresser à l’intelligence sociale, et c’est en 1978 qu’apparaît le terme théorie de l'esprit (« theory of mind ») selon les termes consacrés par les éthologues David Premack et Guy Woodruff. Chaque individu est capable de lire et de se représenter ce qui se passe dans l’esprit des autres et ainsi d’expliquer ou de prédire leur comportement.

## Définition
Comme le met en évidence Even Loarer en 2005, il existe deux façons de concevoir le concept d'intelligence sociale.
Certains conçoivent l'intelligence sociale, comme Edward Thorndike, à travers la finalité de l’action :
- habileté à traiter avec autrui (Hunt[5], 1928 ; Moss et Hunt[6], 1927 ; Weschler[7], 1958) ;
- habileté à avoir un fonctionnement social efficace (Keating[8], 1978 ; Ford et Tisak[9], 1983) ;
- habileté à s’adapter à un milieu social nouveau (Kramer[10], 1963).

D’autres mettent l’accent sur les processus mis en jeu :
- connaissances interpersonnelles (Strang, 1930[11]) ;
- habileté à juger les sentiments, les humeurs et les motivations d’autrui (Wedeck, 1947[12]) ;
- capacité à décoder les indices non verbaux (Archer, 1980[13] ; Barnes et Sternberg, 1989[14] ; Sternberg et Smith, 1985[15]) ;
- capacité à conduire un jugement moral (Rest, 1975) ;
- capacité à être empathique (Hogan, 1969[16] ; Mehrabian et Epstein, 1972[17]).

Néanmoins, Loarer explique : « Au-delà de ces différences, ces auteurs ont en commun de considérer l’intelligence sociale comme la capacité à comprendre autrui et à mener des interactions sociales adaptées et efficaces, c'est-à-dire mettent l’accent sur la dimension finalisée de l’intelligence sociale ».

## Modélisation
Trois modèles majeurs ont été élaborés respectivement, comme l'explique Loarer, par Marlowe, Riggio et Gardner.

### Marlowe
En 1985, Marlowe distingue quatre domaines d’intelligence sociale : l’intérêt pour les autres, le sentiment de compétence sociale, l’empathie et les comportements sociaux efficaces.

### Riggio
En 1986, Riggio propose un modèle communicationnel de l’intelligence sociale catégorisé en trois classes d’habiletés fondamentales et deux domaines d’expression.
Ces trois classes d’habiletés sont :
- l'expressivité : relative à l’émission de l’information en situations interpersonnelles ;
- la sensibilité : impliquée dans la réception de l’information en situations interpersonnelles ;
- le contrôle : assurant la régulation de l’information en situations interpersonnelles.

Ces habiletés opèrent dans les deux domaines que sont la communication verbale (ou sociale) et la communication non verbale (ou émotionnelle).
La combinaison de ces trois classes et de ces deux domaines permet de définir six habiletés sociales de bases :
- expressivité émotionnelle : habileté à communiquer de façon non verbale ses émotions ;
- expressivité sociale : habileté dans l’expression verbale et aptitude à engager les autres dans une conversation ;
- sensibilité émotionnelle : habileté à recevoir et décoder les communications non verbales émises par d’autres ;
- sensibilité sociale : habileté dans l’observation et le décodage des communications verbales d’autrui ;
- contrôle émotionnel : habileté à surveiller et réguler sa propre expression émotionnelle non verbale ;
- contrôle social : habileté à guider la direction et le contenu de l’interaction sociale ; Diplomatie et efficacité dans la relation (Riggio, 1986) 9 .

### Gardner
Gardner propose un modèle plus étendu que le périmètre de l'intelligence sociale. L'auteur propose de « parvenir à une conception de la pensée humaine plus large et plus complète que celle admise dans les travaux sur la cognition ». Il propose le « Modèle des Intelligences Multiples » (Gardner, 1996, 1997). L’auteur identifie sept formes d’intelligences différenciées (et précise qu’il en existe probablement plus) qui correspondent à des systèmes cérébraux spécifiques et résultent, chez chaque individu d’une histoire développementale distincte :
- l’intelligence linguistique ;
- l’intelligence musicale ;
- l’intelligence logico-mathématique ;
- l’intelligence spatiale ;
- l’intelligence kinesthésique ;
- l’intelligence intrapersonnelle ;
- l’intelligence interpersonnelle.

Ces deux dernières formes d’intelligence concernent l'intelligence sociale.
L’intelligence interpersonnelle désigne la capacité à repérer les humeurs, les motivations et les intentions des autres et à bien les distinguer. L’intelligence intrapersonnelle est relative à l’accès à la vie affective. C’est l’aptitude à percevoir ses propres sentiments et émotions, à les identifier et à les utiliser pour comprendre et guider son propre comportement

## Mesure
Le quotient de l'intelligence sociale (QS) est une abstraction statistique, similaire à l'approche du « score standard » utilisé dans les tests de QI, avec une moyenne de 100. Un score supérieur ou égal à 140 est considéré comme étant très élevé. Contrairement au test de QI standard, ce n'est pas un modèle fixe. Ceux-ci tendent plutôt vers la théorie de Jean Piaget, selon laquelle l'intelligence n'est pas un attribut fixe, mais une hiérarchie complexe de compétences de traitement d'information soulignant un équilibre adaptatif entre l'individu et l'environnement[réf. nécessaire]. Par conséquent, une personne peut modifier son QS en modifiant ses attitudes et comportements vis-à-vis de son environnement social complexe.
Le quotient social a jusqu'à récemment été mesuré par des techniques telles que le système de questions-réponses. Ces séances permettent d'évaluer les capacités pragmatiques de la personne pour tester l'admissibilité dans certains cours d'éducation spéciale, cependant certains tests ont été développés pour mesurer l'intelligence sociale. Ce test peut être utilisé pour diagnostiquer les troubles du spectre de l'autisme, y compris l'autisme et le syndrome d'Asperger. Ce test peut également être utilisé pour vérifier certaines conditions non-autistes ou semi-autistes telles la schizophrénie, et TDAH et d'autres. Les personnes ayant plus de 120 de QS sont considérées comme étant socialement qualifiées, et peuvent travailler exceptionnellement bien avec des emplois qui impliquent un contact et la communication directe avec d'autres personnes. Le George Washington University Social Intelligence Test est l'une des seules mesures de la capacité disponible pour l'évaluation de l'intelligence sociale. Il a été conçu en juin 1928 par le docteur Thelma Hunt, un psychologue de l'université George-Washington. Ce test a d'abord été proposé comme une mesure de la capacité d'une personne à traiter des relations sociales. Le test est conçu pour évaluer les diverses aptitudes sociales qui consistent à observer le comportement humain, le jugement de la situation sociale, la mémorisation faciale et des noms, et la théorie de l'esprit des expressions faciales. La deuxième partie du test révisée est composée des éléments suivants :
- observation du comportement humain ;
- reconnaissance de l'état mental de l'orateur ;
- mémoire des noms et des visages ;
- jugement dans des situations sociales ;
- sens de l'humour.

À partir des années 1960, Guilford (1967) reprend le modèle de classification tripartite de Thorndike et élabore un modèle factoriel de l'intelligence, composé de 120 habiletés intellectuelles, dont 30 dédiées à l'intelligence sociale (domaine comportemental de l'intelligence). O'Sullivan, collaborateur de Guilford, apporte une précision en identifiant 6 habiletés correspondant aux « capacités de compréhension d'autrui ». Il a ensuite élaboré un test permettant de les évaluer, le Test des Quatre Facteurs d’Intelligence Sociale de O’Sullivan et Guilford (1976). Ce test est disponible en version française sous l’intitulé « Test d’Intelligence Sociale » (ECPA) :
- habileté à identifier les états mentaux des individus ;
- habileté à catégoriser les états mentaux d’autrui ;
- habileté à interpréter les relations entre les comportements d’autrui ;
- habileté à interpréter des séquences de comportements sociaux ;
- habileté à répondre de façon flexible à des changements de comportements sociaux ;
- habileté à prédire ce qui va se passer dans une situation interpersonnelle ;
- habiletés cognitives relevant de l’intelligence sociale selon le modèle de Guilford[13].

Toujours selon Loarer (2005), à partir des années 1970, plusieurs tentatives sont menées afin de préciser les caractéristiques de l'intelligence sociale : la méthode multitraits (Campbell et Fiske, 1959), le Test d'Empathie de Hogan (1969), le test de Rest (1975), l'échelle d'Auto-contrôle de Snyder (1974), l'Inventaire de Compétences Sociales de Riggio (1986, 1989), les tests relatifs à la résolution de problèmes sociaux (D'Zurilla et Nezu, 1990 ; Heppner et Petersen, 1982 ; Platt et Spivack, 1995), des dispositifs expérimentaux fondés sur des auto-évaluations (Riggio et al. 1991), des approches de type 360° (Brown et Antony, 1990 ; Ford et Tisak, 1983), des tests de connaissances (Legree, Pifer et Grafton, 1996) et des batteries comportementales (Archer, 1980 ; Rosenthal, 1979 ; Sternberg et Smith, 1985).

## Différences avec l'intelligence mesurée par la psychométrie
Nicholas Humphrey fait remarquer une différence entre l'intelligence mesurée par les tests de quotient intellectuel (QI) et l'intelligence sociale. Certains enfants autistes sont extrêmement intelligents, car ils sont très bons en ce qui concerne l'observation et la mémorisation des informations, mais ont parfois une faible intelligence sociale.
Nicholas Humphrey et Ross Honeywill croient que c'est l'intelligence sociale, ou la richesse de notre vie qualitative, plutôt que notre intelligence quantitative, qui fait des humains ce qu'ils sont.

## Intelligence sociale et estime de soi sociale
En 1991, dans Identité personnelle et intelligence sociale, à propos de l'estime de soi (sociale), N. Oubrayrie, C. Safont et P. Tap expliquent que « la représentation de soi est un médiateur capital dans l'organisation des perceptions d'autrui. Elle représente l'ensemble des attitudes et des sentiments que le sujet éprouve à l'égard de lui-même et qui l'orientent dans ses réactions comme dans ses conduites organisées ». Les auteurs reviennent sur le concept d'estime de soi sociale proposé par Ziller en 1973 dans le cadre d'une théorie cognitive de la personnalité : « Plusieurs auteurs ont affirmé et partiellement vérifié que l'estime de soi sociale est une dimension de l'intelligence sociale. L'estime de soi sociale proposée par Ziller est fondée sur la comparaison sociale, sur la nécessité pour le sujet de se situer par rapport à d'autres personnes ou à des valeurs, à partir de tâches de classement, incluses dans des épreuves non verbales s'appuyant sur des transpositions symboliques spatiales ».
Ziller (1973) a donc souligné le caractère social du concept de soi dans le cadre de sa théorie de l’« orientation soi-autre », « posant pour hypothèse que le sujet se définit dans une relation avec autrui ou avec des groupes significatifs à ses yeux ». Edmond Marc (2005) explique à ce sujet : « L’identité individuelle constitue une sorte de ‘réponse sociale’ aux stimuli qu’apportent les interactions avec les autres dans un souci de se définir et de délimiter ses frontières au sein de chaque relation. L’individu tente, dans la perception de soi, d’établir une consistance entre les différentes ‘facettes’ suscitées par les rapports avec autrui. Il tente aussi de défendre une certaine valorisation de soi qui passe souvent par une certaine ‘visibilité’ sociale ».
De cette perspective, Ziller induit un modèle de l’identité dont les composantes principales sont les suivantes :
- l’estime de soi ;
- l’intérêt social (perception de soi comme faisant partie du champ perceptuel d’autrui) ;
- le sentiment de marginalité ;
- la centration sur soi (point de vue égocentrique) ;
- la complexité du soi (nombre de facettes que l’individu perçoit en lui) ;
- l’identification (perception de similitudes soi-autrui) ;
- l’identification à la majorité ;
- le pouvoir (perception de soi comme supérieur ou inférieur à autrui) ;
- l’ouverture aux autres ;
- l’inclusion.

## Intelligence sociale et communication
Comme l’explique Janine Beaudichon (1980), intelligence sociale et communication vont de pair, l’une ne pouvant s’exercer sans l’autre : « si la communication, à un moment du développement et chez un sujet donné dépend des capacités cognitives, elle dépend aussi, quant à ses caractéristiques et son efficacité, des réactions de l'interlocuteur, qui améliorent la connaissance des besoins spécifiques de ce partenaire particulier et du même coup, la connaissance et la représentation d'autrui. » Les recherches pour évaluer l’intelligence sociale chez l’enfant d’Isabelle Comte-Gervais, Alain Giron, Isabelle Soares-Boucaud et Gérard Poussin (2008) complètent son point de vue et concluent que dans un contexte social, pour que les locutions d’un individu aient un sens, il faut qu’il y ait reconnaissance de l’autre. En effet, « point d’orgue de la vie sociale, le langage ne peut vraiment prendre consistance que par la reconnaissance de l’autre, en tant qu’individu à part entière, être réagissant et susceptible d’influencer nos pensées ».
Toujours selon Beaudichon, c’est grâce à la communication que les comportements sociaux vont s’ajuster : « La communication améliore l'ajustement interpersonnel et la pertinence des conduites visant à agir sur autrui. Des savoir-faire constituants de l'intelligence sociale sont donc en place et fonctionnent sans qu'une évolution génétique spectaculaire n'apparaisse dès que l'on parvient à se rapprocher des conduites réelles. La communication profite de ces savoir-faire, mais elle contribue aussi à les édifier, à les consolider, à les élargir ».
Jacqueline Nadel (2002) en conclut : « Lorsque l’on a compris l’origine informationnelle du savoir et du croire-savoir, lorsque l’on a admis que la représentation du réel peut être différente pour des individus différents, lorsqu’il est devenu évident que l’on agit selon des mobiles et que l’on peut influencer (voire provoquer) certains comportements d’autrui en créant les mobiles qui vont conduire à ces comportements, de même que l’on peut être l’objet des calculs d’autrui, alors, notre intelligence sociale est capable de rivaliser en complexité de raisonnement causal avec l’intelligence appliquée au monde physique ».
Elle ajoute : « Précoce, sans cadre théorique autre que celui de notre théorie de l’esprit, utilisable en toutes circonstances sociales, déployée avec une si déconcertante facilité qu’elle est restée longtemps sous-estimée, l’intelligence sociale sert à se repérer dans le dédale des états mentaux des autres, à s’expliquer à soi-même et à anticiper les comportements des autres, elle est un exceptionnel organisateur du monde humain, créant et dénouant sans cesse les scénarios de nos mentalisations du réel. »